# Kobuk
Kobuk je řeka na Aljašce. Pramení v Brooksově pohoří, protéká jezerem Walker Lake. Na středním toku se nachází Národní park Kobuk Valley s vysokými písečnými dunami. Krajina, kterou Kobuk protéká, je pokryta permafrostem, řeka si proto nemůže vyhloubit řádné koryto a rozlévá se do množství ramen (viz obrázek). Ústí rozvětvenou deltou do Kotzebuova zálivu Čukotského moře. Nejvýznamnějšími přítoky jsou Squirrel River, Tutsuksuk River, Salmon River a Adillik River.
Řeka se nachází za polárním kruhem a zamrzá na šest měsíců v roce. Typickou rybou je nelma. V okolí řeky žije medvěd grizzly a sob polární. Na řece leží městečka Kiana, Noorvik, Ambler, Shungnak a Kobuk Village.
Název Kobuk znamená v jazyce místních Eskymáků „velká řeka“. V minulosti se používal i název Putnam River podle námořního důstojníka Charlese Putnama, který v oblasti zmizel v roce 1880. Vykopávky odhalily, že povodí Kobuku bylo osídleno už před dvanácti tisíci lety. V roce 1898 se objevily zvěsti, že je Kobuk zlatonosný. Do oblasti se nahrnulo na dva tisíce prospektorů, ale našli tak málo zlata, že to nepokrylo ani náklady.